# سيمون بلاكبيرن
سيمون بلاكبيرن (بالإنجليزية: Simon Blackburn)‏ هو فيلسوف بريطاني، ولد في 12 يوليو 1944 في Chipping Sodbury ‏ في المملكة المتحدة.

## وصلات خارجية
- سيمون بلاكبيرن على موقع IMDb (الإنجليزية)
- سيمون بلاكبيرن على موقع ميوزك برينز (الإنجليزية)